# Eparchia lwowska (Kościół Prawosławny Ukrainy)
Eparchia lwowska – jedna z eparchii Kościoła Prawosławnego Ukrainy. Do 2018 r. była administraturą Ukraińskiego Autokefalicznego Kościoła Prawosławnego.
Funkcje katedry pełni cerkiew Zaśnięcia Najświętszej Maryi Panny we Lwowie. Obecnym biskupem jest metropolita lwowski Makary (Małetycz).
W jurysdykcji eparchii znajdują się dwa monastery:
- Złoczowski Monaster Położenia Ryzy Matki Bożej, pomiędzy Usznią, a Białym Kamieniem[4];
- monaster Zmartwychwstania Pańskiego we Lwowie, męski (do 20 marca 2022 r. w eparchii lwowskiej Ukraińskiego Kościoła Prawosławnego Patriarchatu Moskiewskiego)[5][6].

## Dekanaty eparchii
- dekanat brodowski (17 parafii)
- dekanat buski (13 parafii)
- dekanat drohobycki –
  - parafie: Borysław, Dobrohostów, Drohobycz, Jasienica Solna, Schodnica, Słońsko, Truskawiec[7]
- dekanat gródecki –
  - parafie: Czułowice, Dobrzany, Doliniany, Gródek, Katarynice, Piaski, Rumno, Tatarynów, Wołczuchy[8]
- dekanat jaworowski –
  - parafie: Czernilawa, Czołhynie, Jaworów, Lipina, Malczyce, Nahaczów, Nowiny, Nowojaworowsk, Stary Jar, Semerówka[9]
- dekanat lwowski-miejski (28 parafii)
- dekanat lwowsko-bełski (10 parafii)
- dekanat mikołajowski –
  - parafie: Bilcze, Mikołajów, Nowy Rozdół, Powerchów[10]
- dekanat mościski (37 parafii)
- dekanat podkamieński (10 parafii)
- dekanat przemyślański (13 parafii)
- dekanat pustomycki (27 parafii)
- dekanat radiechowski –
  - parafie: Pawłów, Suszno, Wuzłowe[11]
- dekanat samborski (20 parafii)
- dekanat sokalski (9 parafii)
- dekanat sokoliwski (8 parafii)
- dekanat starosamborski (31 parafii)
- dekanat stryjski (9 parafii)
- dekanat turczański –
  - parafie: Jawora, Przysłup, Rozłucz, Tureczki Niżne (2 parafie), Tureczki Wyżne, Turka, Zawadówka[12]
- dekanat złoczowski (40 parafii)
- dekanat żółkiewsko-kamiańskobużański (14 parafii)